# Peel (stanice metra v Montréalu)
Peel je jedna z 27 stanic zelené linky montrealského metra (Angrignon – Honoré-Beaugrand), jejíž celková délka je 22,1 km. Ve směru z jihu na sever je tato stanice v pořadí jedenáctá, v opačném směru sedmnáctá. Stanice se nachází v hloubce 10,7 m. Její vzdálenost od předchozí stanice Guy-Concordia činí 593,14 metrů a od následující stanice McGill pouze 296,52 metrů, což je nejkratší mezistaniční vzdálenost celého montrealského metra.

## Historie
Stanice Peel byla otevřena 14. října 1966. Projektovali ji Papineau, Gérin-Lajoie et Leblanc.
Z hlediska historie stavby linky se tato stanice nachází v nejstarší části linky, která zahrnuje celkem 10 stanic (od stanice Atwater až po Frontenac), nachází se zhruba uprostřed zelené linky a byla zprovozněna v roce 1966.
Druhý nejstarší úsek je severní část, o kterou se zelená linka rozšířila v roce 1976. Jde o celkem 9 stanic mezi Préfontaine a Honoré-Beaugrand.
Stanice v jižním úseku Angrignon až Lionel-Groulx tvoří služebně nejmladší část zelené linky montrealského metra, která byla otevřena v roce 1978.